# Per Lundborg (1816–1908)
Per Ludvig Lundborg, född 27 september 1816 i Orlunda församling, Östergötlands län, död 24 augusti 1908 i Rogslösa församling, Östergötlands län, var en svensk präst.

## Biografi
Per Ludvig Lundborg föddes 27 september 1816 i Orlunda socken. Han var son till kyrkoherden Johan Lundborg i Herrestads socken. Lundborg studerade i Vadstena och Linköping. Han blev vårterminen 1836 student vid Uppsala universitet, Uppsala och avlade 16 juni 1842 filosofie kandidatexamen. Lundborg promoverades 16 juni 1845 till filosofie magister och avlade teologie kandidatexamen 27 juni 1850. Han prästvigdes 28 juli 1850 och avlade 30 september 1856 pastoralexamen. Den 4 juni 1858 blev han kyrkoherde i [[[Rogslösa pastorat]] och tillträdde 1860. Han var från 29 mars 1876 till 24 mars 1880 kontraktsprost i Dals kontrakt. År 1878 blev han ledamot av Nordstjärneorden, 9 juni 1893 teologie doktor och promoverades vid jubileumsfesten i Uppsala den 6 september samma år. Han blev 31 maj 1895 filosofie jubeldoktor, 20 maj 1901 Linköpings stifts senior och 27 februari 1908 svenska prästerskapets nestor. Lundborg avled 1908 i Rogslösa landskommun.

### Familj
Lundborg gifte sig 26 juli 1860 med Carolina Wilhelmina Ekenstam (född 1834). Hon var dotter till majoren Carl af Ekenstam och Charlotta Wilhelmina Westerberg. De fick tillsammans barnen Carl Ludvig (född 1861), Per Johan (född 1863), Katarina Wilhelmina (född 1864), Hedvig Charlotta (född 1866) och Karin Maria (född 1870).